# Toddsche Lähmung
Die Todd’sche (oder toddsche) Lähmung (syn: Todd’sche Parese, epileptische Hemiplegie, epileptische Paralyse, postiktale Parese) ist eine vorübergehende Lähmungserscheinung und gehört zu den postiktalen Veränderungen.
Sie tritt nach fokalen (bzw. partiellen) Anfällen auf, die die motorische Hirnrinde des Frontallappens miterfassen (motorische Herdanfälle). Bei diesen kommt es durch forcierte elektrische Entladungen in dem Teil des Gehirns, der für die Bewegungskontrolle zuständig ist, zu umgrenzten und in der Regel auf eine Körperseite beschränkten Muskelzuckungen. Nach einem solchen Anfall kann in etwa 13 % der Fälle eine anhaltende Schwäche der entsprechenden Körperabschnitte (postiktale Parese) beobachtet werden. Diese kann Minuten bis Stunden, seltener auch mehrere Tage andauern. Auch nach generalisierten Anfällen (Grand Mal) wurden solche postiktalen Paresen beobachtet.
Die Ursache ist unbekannt; eine spezifische Therapie ist nicht nötig. Wichtig ist jedoch die diagnostische Abgrenzung zum ischämischen Schlaganfall.
Benannt ist dieses Phänomen nach dem irischen Arzt Robert Bentley Todd (1809 – 1860), der es in einer Veröffentlichung in den „Lumleian Lectures“ von 1849 beschrieb. Ausführlicher ging er auf das Phänomen der epileptischen Hemiplegie in seinem Werk „Clinical Lectures of Paralysis“ von 1855 ein. 
Frühere Beschreibungen stammen u. a. 1803 von dem britischen Arzt und wissenschaftlichen Schriftsteller Thomas Beddoes, 1818 von dem französischen Internisten Pierre Blaud und 1822 von dem britischen Arzt und Ethnologen James Cowles Prichard.